# Dunaújváros Futball Club
Il Dunaújváros Futball Club era una società calcistica di Dunaújváros, in Ungheria.
Fondata nel 1952 con il nome di Sztálinvárosi Vasmû Építõk (Sztálinváros era il vecchio nome della città, ai tempi dell'influenza sovietica), al momento del suo scioglimento militante nella seconda divisione nazionale, la Nemzeti Bajnokság II, ha vinto 1 titolo nazionale con il nome di Dunaferr Sport Egyesület, dal nome della società detenente all'epoca la proprietà della squadra.
Dopo lo scioglimento l'unica squadra calcistica a rimanere nella città è il Dunaújváros PASE fondato nel 1998 e attualmente dopo alcuni anni passati nella massima serie magiara, milita in NBII.

## Palmarès

### Competizioni nazionali
- Campionato ungherese: 1

1999-2000
- Nemzeti Bajnokság II: 3

1965, 1975-1976, 1985-1986

### Altri piazzamenti
- Campionato ungherese:

Secondo posto: 2000-2001
- Nemzeti Bajnokság II:

Secondo posto: 1987-1988, 1989-1990, 1996-1997, 1997-1998
Terzo posto: 1990-1991, 1993-1994

## Statistiche e record

### Statistiche nelle competizioni UEFA
Tabella aggiornata alla fine della stagione 2019-2020.
| Competizione                  | Partecipazioni | G | V | N | P | RF | RS |
| ----------------------------- | -------------- | - | - | - | - | -- | -- |
| UEFA Champions League         | 1              | 4 | 1 | 2 | 1 | 7  | 6  |
| Coppa UEFA/UEFA Europa League | 2              | 4 | 0 | 1 | 3 | 5  | 10 |